# Achall
Achall, filha de Cairbre Nia Fer, rei de Tara, e sua mulher Fedelm Noíchrothach, é uma personagem menor do Ciclo do Ulster da mitologia irlandesa. Depois que seu irmão Erc foi assassinado por Conall Cernach, ela morreu de desgosto em uma colina próximo a Tara, que depois recebeu o nome de Achall.
Do legendário alto rei da Irlanda Túathal Techtmar é dito ter tomado o poder depois da derrota do alto rei anterior, Elim mac Conrach, na batalha na colina de Achall. De acordo com The Expulsion of the Déisi, um outro alto rei lendário, Cormac mac Airt, viveu na colina de Achall depois que perdeu um olho, sua imperfeição física significando que não mais poderia governar em Tara. A colina é agora conhecida como Skryne.